# كريس بيكون
كريس بيكون (بالإنجليزية: Chris Bacon) (مواليد 8 أكتوبر 1969) هو ملاكم أسترالي، مثّل بلاده في الألعاب الأولمبية الصيفية 1992.

## روابط خارجية
كريس بيكون على موقع بوكس ريك (الإنجليزية) (registration required)
- كريس بيكون على موقع الفيدرالية الدولية للجودو (الإنجليزية)
- كريس بيكون على موقع JudoInside.com (الإنجليزية)
- كريس بيكون على موقع اللجنة الأولمبية الدولية (الإنجليزية)
- كريس بيكون على موقع أوليمبيديا (الإنجليزية)
- كريس بيكون على موقع اللجنة الأولمبية الأسترالية (الإنجليزية)